# Шурани
Шу́рани (словац. Šurany, венг. Nagysurány) — город в юго-западной Словакии. Население — около 10 тыс. человек.

## История
Впервые город упоминается в 1138 году в письме венгерского короля Белы III. В XIV веке здесь возникла крепость, захваченная в 1663 году турками. В 1683 году город был освобождён. В 1725 году крепость срыли (последнюю башню уничтожили в 1867 году). В 1832 году Шурани становятся королевским городом. С 1848 — районный центр.

## Население
| Год:                | 1994   | 2004    | 2014    | 2024    |
| ------------------- | ------ | ------- | ------- | ------- |
| Количество человек: | 10 504 | 10 426  | 10 055  | 9103    |
| Разница:            |        | −0,74 % | −3,55 % | −9,46 % |

## Достопримечательности
- Костёл св. Марии
- Костёл св. Стефана
- Костёл Божьего Сердца